# Bloemencorso Wommelgem
Bloemencorso Wommelgem was een jaarlijks evenement dat plaatsvond in Wommelgem. Het eerste corso ging uit in 1953 en het laatste was in 1990. De organisatie was in handen van de vzw Vriendenkring Grote Bloemenstoet.

## Bloemencorso
Aan het bloemencorso in Wommelgem deden jaarlijks 13 corsowijken uit Wommelgem en omstreken mee, ieder met hun eigen corsowagen, die hoofdzakelijk versierd was met dahlia's maar ook veel zogenoemde "biomaterialen" zoals bessen, zaden, bladeren, pluimen en verschillende soorten groenten.

## Voorbereiding
De belangrijkste bloem is de dahlia. Deze werden door de corsowijken zelf verbouwd op stukken grond rondom Wommelgem. Het Bloemencorso Wommelgem werkte met een jaarlijks thema. Dit thema werd voorafgaand aan het huidige seizoen gekozen voor het daaropvolgende seizoen. Binnen dit thema ging een groep van ontwerpers aan de slag met het maken van ontwerpen. Ontwerpen werden gepresenteerd in de vorm van een impressietekening, maquette, bouwtekening of moodboard/collage. Einde maart kwamen alle corsowijken bij elkaar in de bloemenveiling van Wommelgem om, middels een loting, hun ontwerp te kiezen voor dat seizoen.

## Geschiedenis
Sinds 1953 bestond er in Wommelgem een bloemenstoet. Naast de grote stoet organiseert de vereniging De Jeugdclub sinds 1962, onder initiatief van toenmalig onderpastoor De Vadder, een kleinere versie van de bloemenstoet. Die had zowel tot doel om de kinderen van Wommelgem te betrekken bij de bloemenstoet alsook om het afval en de overschotten van de grote bloemenstoet te recupereren.
In 1978 veranderde 'De Jeugdclub' zijn naam in 'Vriendenkring Kleine Bloemenstoet' en tot het einde van de jaren 2000 organiseerde deze vereniging nog jaarlijks de Kleine Bloemenstoet in Wommelgem. De ‘grote’ bloemenstoet reed de laatste keer uit in 1990.